# Partage inégal du patrimoine familial
En droit québécois, le partage inégal du patrimoine familial est un recours  disponible pour sanctionner la conduite préjudiciable d'un époux par rapport à l'union économique créée par le mariage, notamment lorsque celui-ci est de brève durée. Il peut s'agir par exemple d'un époux qui gaspille les revenus du couple dans le casino ou qui nuit aux finances du couple en consommant de la drogue. Le tribunal a donc le pouvoir discrétionnaire d'écarter la règle du partage égal de l'art. 416 C.c.Q.. 

## Disposition pertinente
« 422. Le tribunal peut, sur demande, déroger au principe du partage égal et, quant aux gains inscrits en vertu de la Loi sur le régime de rentes du Québec (chapitre R-9) ou de programmes équivalents, décider qu’il n’y aura aucun partage de ces gains, lorsqu’il en résulterait une injustice compte tenu, notamment, de la brève durée du mariage, de la dilapidation de certains biens par l’un des époux ou encore de la mauvaise foi de l’un d’eux. »

## Interprétation
Dans l'arrêt M.T. c. J.-Y. T. de 2008, la Cour suprême du Canada s'est penchée sur la question du partage inégal dans une affaire où un juge à la retraite demandait un partage inégal du patrimoine familial au motif que son épouse avait fait des études jusqu'au doctorat et qu'elle n'avait pas travaillé pendant ce temps. La Cour suprême a jugé que le fait d'être aux études et de contribuer à l'entretien du ménage pendant ce temps n'est pas une faute à caractère économique. Pour qu'il y ait application de la disposition, il doit y avoir une faute économique.